# Hiroki Sakai
Hiroki Sakai (japonsko 酒井 宏樹), japonski nogometaš, * 12. april 1990.
Za japonsko reprezentanco je odigral 74 uradnih tekem.